# Шранц
Шранц (нем. Schranz) — музыкальный жанр, подвид (в большей степени немецкого) хард-техно. Музыкальный жанр характеризуется быстрым темпом (от 150 до 180 BPM), а также тяжёлым, минималистичным и преимущественно монотонным звучанием, выстроенным из напористых басовитых ударных, громких перкуссий и рваных зацикленных синтетических шумов.
Само по себе слово Schranz в немецком языке является неологизмом, образованным из слияния других двух слов — schreien (кричать) и tanzen (танцевать). Оно не имеет какого-либо определённого значения ни на одном языке мира. В русском языке близким по смыслу, скорее всего, можно считать слово кураж. Например, немецкое выражение «wir gehen schranzen» на русском можно трактовать, как «мы идём куражиться» или «мы идём отрываться».

## История
Слово шранц было придумано в 1994 году диджеем Крисом Либингом (нем. Chris Liebing) и его другом, работавшим в одном франкфуртском музыкальном магазине, где Крис подбирал себе пластинки. Так они называли хард-техно с мрачным рваным звучанием. Помимо музыканта, продюсера и диджея, Крис Либинг также известен как радиоведущий. Это обстоятельство позволило ранее не существовавшему слову шранц стать достоянием общественности. После же крайне успешной серии десятидюймовок The Real Schranz, записанной Либингом в 1999, шранц прочно занял свою нишу в электронной танцевальной музыке, доказательством чему служит огромное количество коммерческо-ориентированных CD-компиляций со звучными названиями вроде Schranzwerk, Schranz, Schranz Total, Schranz Tanz, Mega Schranz и т. п. Можно говорить, что за 2003—2005 года шранц оформился в самодостаточный музыкальный жанр со своей собственной субкультурой.

## Особенности
Весомую часть произведений в стиле шранц составляют так называемые бутлеги, то есть неофициальные ремиксы на другие популярные музыкальные произведения. Причём жанр «оригинала» не имеет здесь никакого значения, это может быть как классическая музыка, так и поп, рок, фолк или что-либо другое — в результате всё будет ускорено, зациклено и искажено.
Обычно шранц издают небольшими тиражами в виде синглов и EP на виниловых грампластинках — для диджеев, или относительно крупными тиражами в виде миксованных сборников на компакт-дисках — для широких масс. Коммерческо-ориентированные издания шранца с отдельными (несмиксованными) треками встречаются крайне редко, в связи с тем, что данный жанр предназначен для введения слушателя в особое психоэмоциональное состояние, заключающееся в раскрепощённости и желании танцевать, и не предполагает глубокого осмысления музыкального произведения, которое, по сути, выстроено по стандартной схеме.

## Исполнители
Сегодня законодателями жанра можно назвать таких людей как Jason Little, Rob Stalker, DJ Rush, DJ Amok, Boris S., Sven Wittekind, Arkus P., Robert Natus, Frank Kvitta, Marco Remus, Theo Schwarz, O.B.I., Matt M. Maddox, Tomash Gee, Viper XXL, Torsten Kanzler, weichentechnikk, mhonolog, bazz-dee, Daniel Gloomy, FL-X, Ogi, Lexis, Mario Ranieri, Christian Fischer, Dj Murphy, Dj Golpe и других.

#### Примеры произведений
Для прослушивания можно рекомендовать любые последние сборники из серии «Schranz Total», которых на данный момент насчитывается двадцать одна сборка. Данные компиляции выходят на компакт-дисках, в каждой части по два диска, на каждом из которых по диджейскому сету от одного из законодателей шранца представляющего свою подборку актуальных треков.

## Хард-техно
Хард-техно (англ. hard techno) или хардтекно (нем. Hardtekno) — это группа поджанров, по звучанию находящаяся на стыке техно, нью-бита и хардкор-техно. Хард-текно охватывает несколько направлений жесткого техно, таких как фри-техно (также его подвиды джанглтек, раггатек, трайб), шранц и также отдельные композиции, которые трудно охарактеризовать единым жанром.
Жанр зародился как более жесткий и мрачный стиль хардкор-техно музыки и появился после 2000 года. Хотя первые более жесткие техно-произведения появились около 1991 года на таких лейблах, как PCP и Industrial Strength, их называли хардкор-техно. С годами хардкор-сцена приобрела новое звучание, переходя в более мягкую форму. В конце 1990-х годов, благодаря движению шранц, стал популярен новый, чрезвычайно жесткий стиль техно, который сейчас принято называть хард-техно. Музыка обычно характеризуется быстрым темпом, от 160 до 220 BPM, и отличается сильными искажениями и ярко выраженными ударными. Хард-техно по звучанию близок к хардкор-техно, однако остается ближе к классическому техно, за счёт ритмичности и монотонной структуры.
Среди известных исполнителей можно выделить Spiral Tribe, LSDF, Troubles Fête или Heretik System.

## Похожие стили
Похожие по форме и содержанию на шранц, но самодостаточные музыкальные направления:
- Габбер — наиболее жёсткая форма хардкора, зародившаяся в Нидерландах в начале 1990-х годов.
- Хардстайл — довольно молодой жанр, возникший примерно в 1999 году при слиянии транса и хардкора.